# Tubah (Bamenda)
Ne doit pas être confondu avec Tubah.
Tubah est un village du Cameroun situé dans l’arrondissement de Bamenda IIIe, dans le département de Mezam et dans la Région du Nord-Ouest.

## Population
Lors du recensement de 2005, on a dénombré 138 habitants dont 59 hommes et 79 femmes.